# Eremurus kaufmannii
Eremurus kaufmannii là một loài thực vật có hoa trong họ Thích diệp thụ. Loài này được Regel miêu tả khoa học đầu tiên năm 1873.